# Anna a droidi
Anna a droidi (v anglickém originále Annedroids) je kanadský televizní sitcom, vysílaný v letech 2014–2017. Část první řady byla vydána na službě Amazon Video dne 25. července 2014, na kanadské stanici TVOntario měl úvodní díl premiéru 25. srpna 2014. Seriál vypráví o velmi geniální jedenáctileté dívce Anně která už od malička vyráběla androidy pro svůj prospěch a pro přátelství, než potkala své první nejlepší přátele neměla nikoho jiného než jen androidy a svého otce, oba dva jsou geniální vynálezci.

## Děj
Příběh vypráví o jedenáctileté dívce jménem Anna, která si umí vyrobit už odmalička androidy.

## Vysílání
| Řada | Díly | Premiéra v Izraeli | Premiéra v Izraeli | Premiéra v ČR     | Premiéra v ČR     |
| Řada | Díly | První díl          | Poslední díl       | První díl         | Poslední díl      |
| ---- | ---- | ------------------ | ------------------ | ----------------- | ----------------- |
| 1    | 13   | 25. července 2014  | 30. října 2014     | 2015              | 2015              |
| 2    | 13   | 2. července 2015   | 5. července 2015   | 11. ledna 2016    | 27. ledna 2016    |
| 3    | 13   | 24. června 2016    | 24. června 2016    | 11. července 2016 | 23. července 2016 |
| 4    | 13   | 3. března 2017     | 3. března 2017     | 26. prosince 2016 | 1. ledna 2017     |